# شهرستان نوادا (آرکانزاس)
شهرستان نوادا، آرکانزاس (به انگلیسی: Nevada County, Arkansas) شهرستانی در ایالات متحده آمریکا است که در آرکانزاس واقع شده‌است.

## خصوصیات
شهرستان نوادا ۱٬۶۰۸٫۳۹ کیلومترمربع مساحت دارد.